# 赤井紀男
赤井 紀男(あかい のりお、1940年11月29日 - ）は、日本の経営者。日立マクセル社長を務めた。兵庫県出身。

## 経歴
1963年に神戸大学教育学部を卒業し、同年に日立マクセルに入社。1993年に取締役に就任し、1995年6月に常務を経て、1997年6月に専務に就任。1999年6月には社長に昇格。2006年6月に相談役に就任。